# Andrew Jennings
Andrew Jennings (3 de setembro de 1943 — 8 de janeiro de 2022) foi um repórter investigativo e escritor escocês.

## Biografia
Nasceu na Escócia e, ainda criança, se mudou para Londres, Inglaterra. Se graduou na Universidade de Hull e foi trabalhar para o jornal The Sunday Times no final dos anos 1960. Depois, trabalhou para outros jornais britânicos antes de se tornar uma repórter investigativo na BBC Radio Four. Em 1986, a BBC se recusou a transmitir o seu documentário sobre a corrupção na Scotland Yard e, por isso, se demitiu e transformou o material em seu primeiro livro, “Scotland Yard's Cocaine Connection”, e o seu documentário foi exibido pelo World In Action.
Na sequência, trabalhou na TV Granada, da Grã-Bretanha, filmando várias investigações internacionais e pequenos documentários. Sua investigação sobre o envolvimento britânico no Caso Irã-Contras ganhou o prêmio de "Melhor Documentário Internacional", no "New York TV Festival", em 1992. Em 1993, entrou na Chechênia como a primeira equipe de TV ocidental a entrar no país para investigar a atividade da máfia no Cáucaso. Em 1997, fez uma investigação sobre o doping na natação olímpica britânica sobre o treinador Hamilton Bland.[carece de fontes?]

### Panorama
Sua primeira aparição no "Panorama", um programa de documentários da britânica BBC, foi em 2006 com o episódio intitulado The Beautiful Bung: Corrupção e da Copa do Mundo, quando Jennings investigou alegações de suborno dentro da FIFA, incluindo milhões de dólares de para garantir os da empresa de marketing esportivo ISL, juntamente com compra de votos para garantir a re-eleição do presidente da FIFA, Sepp Blatter, suborno e corrupção atribuída ao presidente da Concacaf, Jack Warner. Foi seguido por um episódio intitulado "FIFA e Coe" explorando a relação entre o ex-atleta olímpico britânico Sebastian Coe e do comitê de ética da FIFA.
O programa mais importante foi FIFA's Dirty Secrets, "A FIFA e os segredos sujos", (exibido pela primeira vez em 29 de Novembro de 2010) que foi uma exposição de 30 minutos, que investigou denúncias de corrupção contra alguns dos membros da FIFA e do comitê executivo que votou na escolha da sede da Copa do Mundo de 2018. Jennings alegou que Ricardo Teixeira, presidente da CBF e do Comitê Organizador da Copa do Mundo de 2014, Nicolás Leoz presidente da Conmebol e Hayatou Issa presidente da CAF, receberam os subornos da empresa de marketing ISL que vendia os direitos de transmissão de TV da Copa do Mundo FIFA.

### Morte
Morreu em 8 de janeiro de 2022, mas a causa da morte não foi especificada e indicada, nas redes sociais, apenas como "doença repentina e breve".

## Livros
- Scotland Yard's Cocaine Connection, 1989 ISBN 978-0224025218
- The Lords of the Rings , Power, Money & Drugs in the Modern Olympics, 1992 ISBN 0-671-71122-9
- The New Lords of the Rings, 1996 ISBN 0-671-85571-9
- The Great Olympic Swindle, 2000 ISBN 978-0684866772
- Jogo Sujo - o Mundo Secreto da Fifa, 2011
- "A máfia dos esportes e o capitalismo global". In: Brasil em jogo: o que fica da Copa e das Olimpíadas (Boitempo, 2014) ISBN 978-85-7559-384-4

## Prêmios
- Prêmio da Royal Television Society, pela sua investigação de corrupção nos Jogos Olímpicos pelo Channel 4 2000.
- O prêmio "Integridade em Jornalismo" atribuído pela OATH, 1999.
- "Gerlev Prize" para "contribuição para a liberdade de expressão democratica no esporte", 1998.
- Membro Honorário Vitalício da Associação Americana de Treinadores de Natação, concedida por seu trabalho de investigação sobre os escândalos de doping e cover-ups na natação olímpica.
- "Melhor Documentário Internacional", New York TV Festival, 1992